# Fax de Bain

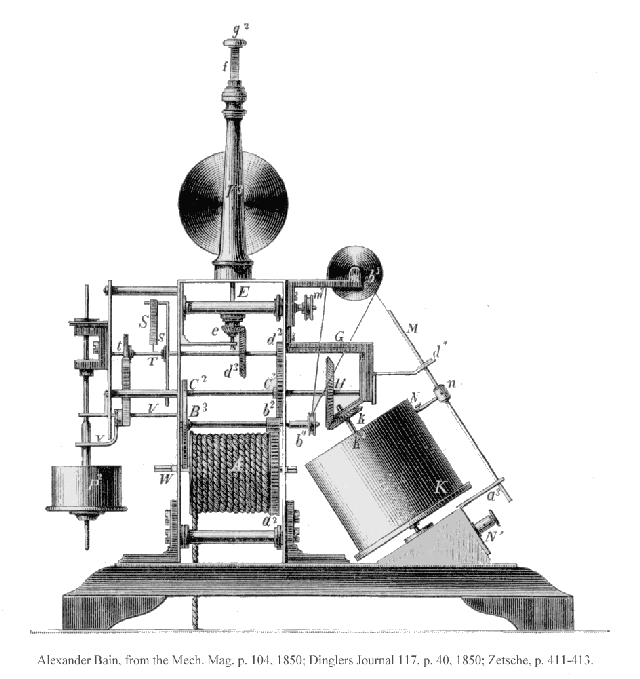
Bain's improved facsimile 1850

El facsímil de Bain va ser un mètode innovador per transmetre imatges a llargues distàncies, ideat per l'inventor escocès Alexander Bain el 1843. El "telègraf de gravació" de Bain, com l'anomenava, es pot considerar la primera màquina facsímil. Aquest invent innovador és àmpliament considerat com un dels primers precursors de la moderna màquina de fax, marcant una fita significativa en la història de les telecomunicacions.
El sistema de facsímil d'Alexander Bain va ser una invenció pionera que va demostrar el potencial de transmetre imatges electrònicament. Tot i que pot haver estat limitada en la seva aplicació pràctica durant l'època de Bain, el seu avenç conceptual va establir les bases per a l'evolució de la tecnologia del facsímil. Avui, el treball de Bain es recorda com un capítol crucial en la història de les telecomunicacions, que mostra el poder de la innovació per transformar la manera com ens comuniquem a distàncies.

## Història
Alexander Bain, nascut el 1810 a Watten, Caithness, Escòcia, va ser un inventor prolífic les contribucions del qual van abastar diversos camps, inclosos els rellotges elèctrics i la telegrafia. A la dècada de 1840, Bain va centrar la seva atenció en el repte de transmetre imatges a llargues distàncies. Aprofitant la seva experiència en sistemes elèctrics, va desenvolupar un mètode per enviar imatges mitjançant senyals elèctrics. Aquest invent va establir els principis fonamentals per al que més tard es convertiria en la tecnologia de facsímil (fax).
El telègraf de Bain era capaç de transmetre imatges mitjançant cables telegràfics, per la qual cosa va anomenar el seu invent "recording telegraph" (telègraf gravador). Frederick Bakewell va fer diverses millores en el disseny de Bain i va fer demostracions amb una màquina de telefax. El 1855, un sacerdot italià, Giovanni Caselli, també va crear un telègraf elèctric que podia transmetre imatges. Caselli va anomenar el seu invent " Pantelegraph ". Tanmateix, el Pantelegraph va ser utilitzat i aprovat amb èxit en una línia telegràfica entre París i Lió.
El 1881, l'inventor anglès Shelford Bidwell va construir el fototelègraf d'escaneig que va ser la primera màquina de telefax capaç d'escanejar qualsevol original bidimensional, sense necessitat de dibuixar l'original ni repassar-lo manualment. Cap a l'any 1900, el físic alemany Arthur Korn va inventar el Bildtelegraph molt estès a l'Europa continental, sobretot des que l'any 1908 es va utilitzar la transmissió d'una fotografia d'una persona buscada de París a Londres fins a la distribució més àmplia del radiofax. Els seus principals competidors van ser el Bélinographe d'Édouard Belin primer, després des dels anys 30, el Hellschreiber, inventat el 1929 per l'inventor alemany Rudolf Hell, pioner en l'escaneig i la transmissió d'imatges mecàniques.
El treball de Bain va formar part d'una onada més àmplia d'innovació durant el segle XIX, ja que els inventors van intentar aprofitar l'electricitat per a la comunicació. El seu sistema de facsímil va ser una de les primeres demostracions pràctiques de com les imatges es podien transmetre electrònicament, obrint el camí per a futurs avenços en el camp.

## Funcionalitat
El sistema de facsímil de Bain va ser una fita en la història de la tecnologia de la comunicació. Va demostrar que les imatges es podien transmetre a llargues distàncies mitjançant senyals elèctrics, un concepte que va ser revolucionari a mitjans del segle XIX. Aquest invent va fer un pont entre la telegrafia, que es limitava al text, i el futur de la comunicació visual.
El sistema de facsímil de Bain va ser una meravella d'enginyeria per a la seva època. Funcionava escanejant una imatge línia per línia mitjançant un mecanisme de pèndol. Així és com va funcionar:
1. Escaneig de la imatge : la imatge original es va gravar en una placa de coure. Un pèndol, equipat amb un llapis, escombraria la placa amb un moviment precís d'anada i tornada. A mesura que el pèndol es movia, feia contacte elèctric sempre que trobava una línia o marca al dibuix. Aquests contactes generaven senyals elèctrics corresponents als detalls de la imatge.
2. Transmissió de senyals : els senyals elèctrics produïts pel pèndol es transmetien a través de cables telegràfics a una estació receptora. Aquest va ser un concepte revolucionari en aquell moment, ja que demostrava que no només el text (com en la telegrafia) sinó també la informació visual es podia enviar electrònicament.
3. Recreació de la imatge : a l'extrem receptor, un mecanisme de pèndol similar funcionava en perfecta sincronització amb l'emissor. Els senyals elèctrics entrants controlaven el moviment d'un llapis, que marcava un tros de paper tractat químicament. A mesura que el llapis es movia, reproduïa la imatge original línia per línia, creant un facsímil (una còpia exacta) de la imatge transmesa.

## Llegat
Tot i que el sistema de Bain era rudimentari per als estàndards moderns, va demostrar la viabilitat de la transmissió d'imatges i va inspirar més innovacions. També va destacar el potencial de combinar sistemes mecànics i elèctrics per assolir tasques complexes, posant les bases per a futurs desenvolupaments en telecomunicacions.
Tot i que el sistema de facsímil de Bain no va ser àmpliament adoptat durant la seva vida, el seu impacte en el camp de la transmissió d'imatges va ser profund. Va servir com un pas crític per als inventors posteriors que van perfeccionar i millorar les idees de Bain. Per exemple:
- Arthur Korn, un físic alemany, va desenvolupar el primer sistema de fax fotoelèctric pràctic a principis del segle xx, que va eliminar la necessitat de pèndols mecànics i va millorar la qualitat de la imatge.[7]
- Édouard Belin, un inventor francès, va crear el Belinograph, un dispositiu que utilitzava llum i cèl·lules fotoelèctriques per transmetre imatges, avançant encara més la tecnologia del facsímil.[8]

Aquestes innovacions posteriors es van basar en el treball fundacional de Bain, i finalment va conduir al desenvolupament de la moderna màquina de fax, que es va convertir en una eina omnipresent per a la comunicació empresarial al segle xx.